# Avia B-158
Avia B.158 là một mẫu thử máy bay ném bom hạng nhẹ của Tiệp Khắc trong thập niên 1930. Chỉ có duy nhất một mẫu được chế tạo và đã bị bỏ rơi sau khi Đức quốc xã xâm lược Tiệp Khắc vào tháng 3 năm 1939.

## Tính năng kỹ chiến thuật (B.158)
Dữ liệu lấy từ Plane Facts:One-off Czech 
Đặc tính tổng quan
- Kíp lái: 3
- Chiều dài: 12 m (39 ft 4 in)
- Sải cánh: 16 m (52 ft 6 in)
- Chiều cao: 5,20 m (17 ft 1 in) [2]
- Diện tích cánh: 43 m2 (460 foot vuông)
- Trọng lượng rỗng: 4.300 kg (9.480 lb)
- Trọng lượng có tải: 6.600 kg (14.551 lb)
- Trọng lượng cất cánh tối đa: 7.260 kg (16.006 lb)
- Động cơ: 2 × Avia (Hispano-Suiza) 12Ydrs , 630 kW (850 hp)  mỗi chiếc

Hiệu suất bay
- Vận tốc cực đại: 435 km/h (270 mph; 235 kn)
- Vận tốc hành trình: 365 km/h (227 mph; 197 kn)
- Tầm bay: 1.100 km (684 mi; 594 nmi)
- Trần bay: 8.500 m (27.887 ft)
- Vận tốc lên cao: 7,00 m/s (1.378 ft/min)

Vũ khí trang bị

- Súng: 3× súng máy 7,92 mm vz.30 (Česká zbrojovka Strakonice)
- Bom: 1.000 kg (2.200 lb)